# Тяпкін Костянтин Федорович
Костянти́н Фе́дорович Тя́пкін (3 березня 1927, Шостаковка, Сорочинський район, Оренбурзька область — 27 березня 2016) — український науковець-геофізик, доктор геолого-мінералогічних наук (1965), професор (1966), член-кореспондент НАН України (1990). Лауреат Державної премії України в галузі науки і техніки (1972, 1996), заслужений діяч науки і техніки України (2002).

## Життєпис
1948 року закінчив Дніпропетровський гірничий інститут — гірничий інженер-геофізик, залишений при інституті в аспірантурі — на кафедрі геофізичних методів розвідки, під веденням свого вчителя, професора Якима Юнькова.
1951 року захищає кандидатську дисертацію, 1965 — доктор наук, дисертація «Вивчення глибинної будови Українського щита Середнього Придніпров'я методами гравірозвідки та магніторозвідки».
З 1951 року й надалі працював в Дніпропетровському гірничому інституті (пізніше — Національному гірничому університеті), на кафедрі геофізичних методів розвідки, пройшов шлях від асистента до професора. В 1974—2000 роках був завідувачем кафедри.
Одержав Державну премію УРСР в галузі науки і техніки — за розробку та впровадження методики геологічного картування, розвідування і вивчення глибинної будови Української залізорудної провінції геофізичними методами. 1996 року разом з О. Б. Гінтовим отримує Державну премію України в галузі науки і техніки за працю «Закономірності деформації верхньої частини тектоносфери Землі, що встановлені теоретичними і експериментальними методами».
Серед його праць:
- 1961—1962 — «Інтерпретація гравітаційних аномалій, зумовлених конечними по простиранню геологічними об'єктами»,
- 1968 — «Графічні методи інтерпретації гравітаційних аномалій»,
- 1970 — «Структурні особливості земної кори Українського щита та зв'язок з ними оруднень»,
- 1972 — «Вивчення тектоніки докембрію геолого-геофізичними методами»,
- 1973 — «Інтерпретація магнітних аномалій, зумовлених пластоподібними тілами та контактами»,
- 1978 — «Вивчення зон розломів та глибинної будови правобережної частини Середнього Придніпров'я з метою створення тектонічної та прогнозної карт».

Помер на 90-му році життя 27 березня 2016 року.

## Наукова та громадська діяльність
Протягом 1960-х років активно займався визначенням нижньої межі структури Криворізького залізорудного басейну, розробив модель визначення параметрів окремих блоків за гравітаційними та магнітними аномаліями. Застосувавши нову методику визначення аномальних полів, зумів встановити нижню межу північного блоку Криворізької структури на глибині 8 кілометрів.
Керував групою співробітників УкрНДГРІ, якою 1965 року складена тектонічна карта Українського щита М 1:500000. На цій карті вперше за геолого-геофізичними даними показуєтьсся науково обґрунтована система докембрійських регіональних розломів.
Розробив ротаційну концепцію структуроутворення в тектоносфері, в її основі закладені уявлення, що джерелом сил тектогенезу є напруги, які виникають у верхніх оболонках Землі в результаті зміни положення її осі обертання.
1998 року на основі курсу лекцій «Фізика Землі» опублікував підручник по цій темі для студентів ВНЗ, підручник виданий українською та російською, перевиданий англійською та китайською мовами. 2000 — підручник «Основи геофізики: підручник для студентів геологічних вузів».
Обґрунтував ряд положень щодо:
- будови та еволюції земної кори і тектоносфери,
- закономірностей багатоактного блокування земної кори,
- взаємозв'язку розломної і плікативної тектоніки,
- стадій формування складчастих областей — геосинкліналей, геосинклінальних прогинів, авлакогенів, рифтів і глибоководних жолобів,
- запропонував оригінальну концепцію утворення морів і океанів.

Як педагог підготував двадцять кандидатів наук.
Входив до складу редакційної колегії «Геофізичного журналу». Брав участь у роботі 35 міжнародних геологічних заходів.